# Luis Carlos Figueroa
Luis Carlos Figueroa Sierra (Cali; Valle del Cauca, 12 de octubre de 1923) es un músico, compositor, director de orquesta, arreglista, profesor y pianista colombiano. Se desempeñó como director del Conservatorio Antonio María Valencia, ubicado en su ciudad natal. Es uno de los compositores latinoamericanos más sobresalientes del siglo XX y en sus obras musicales se destaca tanto el lenguaje musical tradicional europeo decimonónico y las diversas tendencias con las que convivió, como la inspiración de los ritmos y aires típicos de Colombia.

## Biografía
Nació en Santiago de Cali el 12 de octubre de 1923, a los 4 años se inició en el piano como autodidacta con piezas populares colombianas. Recibe las primeras nociones musicales de su tía Angélica Sierra Arizabaleta y de René Buitrago de Bermúdez. En 1933 mediante una beca ingresa al recién fundado Conservatorio de Música de Cali, en la institución cursa sus estudios de solfeo, piano, armonía, contrapunto, música de cámara, historia de la música y del arte, bajo orientación del maestro Antonio María Valencia y de otros destacados profesores hasta recibir en el año 1941 el Diploma de Estudios Superiores. Inicia su carrera de pianista concertista y escribe sus primeras composiciones musicales.
En 1950 subvencionado por el gobierno municipal de Cali, viajó a París, Francia a especializarse en las áreas de piano, música de cámara, dirección de orquesta, armonía, contrapunto y fuga en el Conservatorio Nacional Superior de Música, École César Franck y en la Escuela Normal de Música, lo mismo que en cursos de verano en la Academia Musical Chiggiana de Siena, Italia bajo la guía de destacados profesores entre otros como: Marcel Labey, Guy de Lioncourt, Tony Aubin, Alfred Cortot, Jean Batalla, Olivier Mesiaen y Vito Frazzi. Así mismo, en París y Siena se presentó como pianista y compositor en varios conciertos.
En 1959 regresó a Colombia nombrado como Director del Conservatorio de Música de su ciudad natal, Orquesta del Conservatorio y de la Coral Palestrina desde 1960 hasta 1975, realizando una importante labor académica y de divulgación musical en Cali dentro y fuera el departamento del Valle del Cauca. Igualmente, se presentó como solista con las orquestas sinfónicas de Bogotá, Medellín y Cali. Su labor como pedagogo en varias ramas de la música fue desarrollada en el Conservatorio de Música Antonio María Valencia, Escuela de Música de la Universidad del Valle y Conservatorio de Música de la Universidad del Cauca.
Su producción musical es muy amplia y comprende 100 obras completas originales, catalogadas en diversos géneros (vocal, coral, instrumental solista, música de cámara, sinfónica y concertante). Además, ha realizado 19 arreglos y versiones orquestales de otros compositores y muchas de sus obras han sido interpretadas, publicadas y grabadas en Colombia y en otros países.

## Homenajes y Condecoraciones
Por su trayectoria ha recibido diversas distinciones y homenajes de instituciones oficiales y privadas como: La Cruz de Caballero, doctor honoris causa en Música y de Profesor Emérito de la Universidad del Valle, Medalla de Antonio María Valencia del Instituto Departamental de Bellas Artes, Medalla al Mérito Cultural en Música de Proartes, Mención de reconocimiento del Congreso de la República, Distinción de Humanista Eximio de la Fundación Humanismo y Medicina, Concurso de Música Iberoamericana para piano "Luis Carlos Figueroa" por la Universidad del Valle creado en el 2006, Premio Nacional a las Artes y a las Letras otorgado por la Universidad de Antioquia en el 2017. En el 2018 recibe el homenaje con el concierto monográfico “La música de Luis Carlos Figueroa” por la Biblioteca Luis Ángel Arango del Banco de la República en el marco del ciclo de conciertos de música de cámara “Retratos de un compositor”.En 2023 fue condecorado con el Premio Vida y Obra del Ministerio de Cultura de Colombia, el máximo galardón que se le entrega a los artistas, creadores y gestores culturales de su país. 

## Filmografía
Documental “Tres colores del tiempo” del Grupo de Investigación Audiovisual INTERDÍS de la Universidad Nacional de Colombia Sede Medellín.

## Obra
Música para Piano
- Recreaciones No. 1 (Popayán, 1975).
- Recreaciones No. 2 (Popayán, 1975).
- Recreaciones No. 3 (Popayán, 1976).
- Recreaciones No. 4 (Cali, 1976).
- Recreaciones No. 5 (Popayán, 1977).
- Recreaciones No. 12 (Cali, 1993).
- Colombianas No.1 (Cali, 1975) dedicada a Mary Fernández de Bolduc.
- Colombianas No.4 (Cali, 1977) dedicada a Antonio Henao.
- Colombianas No.5 (1981).
- Colombianas No.6 (Cali, 1982) dedicada a Blanca Uribe.
- Colombianas Número 8 (Cali, 1984).
- Colombianas No 10 (Cali, 1992). dedicada a Orfa Cruz.
- Seis Miniaturas: Miniatura No. 1, 2, 3, 4, 5 y 6 (Cali, 1992) dedicadas a Luz Gloria Figueroa y Luis Carlos Figueroa Peña.
- Preludio (Cali, 1978) Música Incidental para la obra Manuelita Saenz.
- Nocturno No.1 (Cali, 1978) Música incidental para la Obra Manuelita Saenz.
- Nocturno No.2 (Cali, 1982) dedicada a René Buitrago de Bermúdez.
- Sonatina en sol Mayor (Cali, 1971).
- Suite breve No 1 (Cali, 1975) En tres movimientos: I.Allegro II.Lento y III.Vivo dedicada a Mary Fernández de Bolduc. *
- Suite No.2 (Cali, 1982) I.Festejos II .Arrullo y III.Alborada dedicada a Luz Gloria Figueroa. *
- Valse (1947).
- Evocación (Cali, 1950) dedicada a Maruja Rengifo Salcedo.
- Despertar de los niños en la aldea. (Cali, 1950) dedicada a Maruja Rengifo Salcedo.
- Impromptu (París, 1958) dedicado a Alina Sandoval.
- Toccata (Paris, 1958) dedicada a Alina Sandoval.
- Burlesca (Cali, 1971) dedicada a Antonio Henao.
- Tarantela (Cali, 1976).
- Capricho (Cali, 1981).
- Policromía (Cali, 1982).
- Ritmo Caribe (Cali, 1982) dedicada a Blanca Uribe.
- Cajita de Música (Cali, 1946).
- Pequeña Toccata (Cali, 1946).
- Lectura a primera vista (Cali, 1978).
- Paisaje (Cali).
- Bolero (Cali, 2006).
- Lejanías (Cali, 2020) dedicada a Hernan Martínez Satizabal.

Música de Cámara
Guitarra
- Suite para Guitarra I. Preludio II. Villancico y III. Bambuco dedicada a Julieta Peña de Figueroa (1980).
- Estudio No. 2 (Cali, 1982).
- Evocaciones (Siena, 1958).

Guitarra y Flauta
- Danza (Cali, 1973).
- Barcarola (Cali, 1973).
- Reminiscencias (Cali, 1973).
- Colombianas No.7 (Cali, 1983) para dos flautas y guitarras.

Violín y Piano
- Remembranza (Cali, 1945).
- Marcha (Siena, 1957).
- Allegro Assai y Canción (Paris, 1949).
- Sonata en Re Mayor (Paris, 1955).
- Melodía (Siena, 1957).
- Colombiana No 2 (Siena, 1957).
- Cántico (Cali, 1940).

Viola y Piano
- Colombiana No. 3 dedicada a Olga Chamorro (Cali, 1976).

Viola y Guitarra
- Romanza dedicada a Salvatore Ciociano (Cali, 1981)

Violonchelo y Piano
- Reverie (París, 1958)
- Sonatina I. Allegro Moderato II. Andante y III. Allegro dedicada a Adolfo Odnoposoff (Cali, 1981).

Oboe y Piano
- Nocturno (1973)
- Ronda (1974)

Cuarteto para instrumentos de Cuerdas
- Cuarteto I Allegro Moderato II Sherzo III Lento y IV Animado (París, 1956).

Canto y Piano
- Berceuse, mezzosoprano y piano dedicada a Maruja Rengifo Salcedo (Cali, 1945).
- Negrita, letra: Luis Carlos Figueroa Sierra dedicada a Maruja Rengifo Salcedo (Cali, 1947).
- Chanson d’ Automne, Poema de Paul Verlaine (París, 1951).
- Luceritos, letra: Álvaro Sanclemente. Dedicada a Elvira Garcés de Hannaford (Siena, 1955).
- En la Fuente del Rosel, letra: Anónimo dedicada a Elvira Garcés de Hannaford (Siena, 1958).
- Alba, letra: Federico García Lorca dedicada a Elvira Garcés de Hannaford (Siena, 1958).
- Caracol Burlado, letra: Álvaro Sanclemente dedicada a Elvira Garcés de Hannaford.
- Promesas para que duermas, letra: Álvaro Sanclemente dedicada a Elvira Garcés de Hannaford (Cali, 1960).
- Canción a un Viejo Marino, letra: Álvaro Sanclemente dedicada a Emperatriz Figueroa (Cali, 1973).
- Campanas al amanecer, letra: Álvaro Sanclemente dedicada a Arcadia Saldaña (Cali, 1975).
- María del Mar, letra: Elvira Garcés de Hannaford dedicada a María del Mar Ravasa de Orduz (Cali, 1975).
- Temor, letra: Julio Romero Lozano dedicada a Julio Romero Lozano (Cali, 1976).
- Elegía del regreso, letra: Octavio Gamboa dedicada a Octavio Gamboa (Cali, 1982).[14]

Música Coral
- Canción de Cuna, letra: Antonio Llanos. Para dos voces iguales (1945).
- O Salutaris para Coro Mixto (1948).
- Madrigal, letra: Epigrama para sí mismo de Clemente Marot. Coro Mixto (París, 1951).
- Terruño para Coro Mixto (1972).
- Bosquecito, Bambuco para Coro Mixto (1972).
- Misa en Do Mayor, para Coro Mixto y Órgano, Voz Solista (Soprano o Tenor) (1967).
- Kyrie II. Gloria III. Credo IV. Sanctus V. Benedictus VI. Agnus Dei.
- Salve Regina, para 4 voces mixtas (1981).
- Salve Regina, para 4 voces iguales y Órgano (1981).
- Misa corta, I Sanctus II Aleluya III Señor ten piedad y IV Cordero de Dios.

Música para Instrumentos de Viento
- Fanfarria (Cali, 1981).

Música para Orquesta de Cámara y Orquesta Sinfónica
Orquesta Sinfónica
- Preludio y Danza Colombiana dedicado a sus padres (Cali, 1963).
- Suite para Orquesta (Cali, 1984).

Orquesta Sinfónica e Instrumentos Solista(s)
- Concierto para Piano y Orquesta en La menor (Cali, 1986).

Orquesta de Cuerdas e Instrumento(s) Solista(s)
- Melodía para Violín Solista y Orquesta de Cuerdas (1957).
- Marcha para Violín Solista y Orquesta de cuerdas (1959).
- Concertino para Flauta y Orquesta de Cámara y timbales dedicado a Jorge Humberto Valencia (1968).
- Añoranzas y Scherzo para Flauta Solista y Orquesta de Cuerdas.

Orquesta de Cuerdas y Voz(es) Solista(s)
- Caracol burlado (Canción), letra: Alvaro Sanclemente dedicada a Elvira Garcés de Hannaford (1958).
- En la fuente del Rosel (Canción), texto anónimo dedicada a Elvira Garcés de Hannaford (1958).
- Promesas para que duermas (Canción), letra: Alvaro Sanclemente dedicada a Elvira Garcés de Hannaford (1960).

Pequeña Orquesta
- Tarantela, Obra original para piano y Arreglo orquestal para Flautas, oboes, clarinetes, fagotes y cuerdas dedicado a Giovanni Brinatti (1976).
- Música incidental para telenovela  Rojo y Negro de Stendal.

Himnos
- Himno del Instituto Antonio José Camacho (Cali, 1946).
- Himno del Instituto Julia Restrepo de Tuluá (Cali, 1949).

Otros
Arreglos Instrumentales
- Preludio número ocho, original para clavicémbalo , Juan Sebastián Bach; arreglo para Orquesta Sinfónica
- Preludio la niña de los cabellos de lino , original para piano, Claude Debussy ; arreglo para Orquesta de cuerdas
- Canción de Cuna, original para Violín y Piano de Antonio María Valencia; arreglo para Violín y Orquesta de Cuerdas
- Danza del Molinero, Manuel de Falla, arreglo para Orquesta de Cuerdas

Arreglos Corales
- Las campanas del olvido, Bambuco anónimo, Coro mixto
- Nunca suenan las campanas ,Villancico anónimo, Coro mixto
- Oh niños venid, Villancico anónimo Coro mixto
- Soy tolimense, Guabina Autor: Darío Garzón ,Coro mixto
- Tutaina, Villancico venezolano anónimo Coro mixto
- Alma Llanera , música de Pedro Elias Gutierrez , Coro mixto
- Corre al Portalito , Villancico, Coro mixto.
- Nunca suenan las campanas Villancico anónimo Coro mixto
- Volemos pastorcitos
- Armonización de noche de paz
- Adiós Casita Blanca
- Una Pandereta
- Campana sobre Campana
- Panis Angelicus
- Ha nacido el redentor [15]